# Federation for Sport at Altitude
Die Federation for Sport at Altitude (FSA) wurde am 11. Dezember 1995 gegründet und war ein internationaler Sportverband zur Förderung und Reglementierung des Höhenbergsports bis zu Höhen von 4000 m.
Der Hauptsitz der Organisation lag in Biella, Italien. Gegründet wurde die FSA im Ursprung von Paolo Fornoni, Adriano Greco und Matteo Pellin.
Im Jahr 2008 wurde die Federation for Sport at Altitude von der International Skyrunning Federation abgelöst.

## Partnerverbände
Zu den Partnerverbänden der FSA zählten unter anderem die All American Trail Running Association, der Extreme Runners Club International (ERCI), die FSA Italy, die Federaciò d'Entitas Escursionistes de Catalunya, die Mezzalama Foundation, die Associazione Kima, die GA Fior di Roccia, das US T&F Mountain Running Committee, der Skyrunners Sporting Club, die Federacion Mexicana de Deportes de Altitud und der Club du Sport Val d’Isere.

## FSA-Wettbewerbe
Zu den hochalpinen Wettbewerben zählten unter anderem Bergmarathons, Skyrunning- und Kletter-Wettkampfveranstaltungen, wie
- Skyrunner World Series,
- SkyRaid,
- European Skyrunning Championships
- SkyGames